# Stanley Williams
Stanley "Tookie" Williams III, född 29 december 1953 i Shreveport, Louisiana, USA, död (avrättad) 13 december 2005 i San Quentin-fängelset, Marin County, Kalifornien, USA, var en amerikansk brottsling och före detta gängledare.
Williams var en av grundarna av det kriminella gänget Crips i Los Angeles. Han dömdes till döden 1981 för att ha rånmördat fyra personer i Los Angeles två år tidigare. Innanför fängelsemurarna fortsatte Williams med sitt gängliv i tio år men sedan ändrade han sig på grund av en kvinnlig reporter som egentligen skulle skriva en bok om Crips, men det slutade med att hon hjälpte honom att skriva barnböcker. Den före detta gängledaren ägnade sitt liv åt att få ungdomar att hålla sig undan organiserad brottslighet och gängverksamhet.
Stanley Williams avrättades i december 2005.